# II район (Турку)
II район (фин. II kaupunginosa, швед. II stadsdel) — один из центральных районов города Турку, входящий в Центральный округ и расположенный на восточном берегу реки Аурайоки.

## Географическое положение
Район расположен между улицами Ууденмаанкату (Uudenmaankatu) и Каскенкату (Kaskenkatu) и занимает центральную историческую часть города Турку.

## Достопримечательности
В районе сосредоточено большое количество памятников архитектуры районного и национального значения, в том числе — Старая площадь, музей ремёсел Луостаринмяки, археологический музей и выставочный комплекс Aboa Vetus & Ars Nova, а также музей мореплавания, расположенный в старинной обсерватории Вартиовуори.
Ежегодно в летнее время на Старой площади проходит традиционная средневековая ярмарка, привлекающая как мастеров-ремесленников, так и тысячи посетителей из разных стран.
Большой популярностью среди горожан пользуется городской парк отдыха, расположенный на холме Вартиовуори, где также расположен летний детский театр.
С юго-восточной стороны холма Вартиовуори по улице Вартиовуоренкату, 2 расположено Генеральное консульство Российской Федерации в Турку и русский православный храм-часовня в честь Успения Божией Матери, входящий в структуру патриарших приходов в Финляндии.

## Население
Население района в 2007 году составляло 2 878 человек. Дети моложе 15 лет составляли 5,89 %, а старше 65 лет — 24,12 %. Финским языком в качестве родного владели 82,63 %, шведским — 15,66 %, а другими языками — 1,71 % населения района.